# یوئی ایشیکاوا
یویی ایشیکاوا (انگلیسی: Yui Ishikawa؛ ۳۰ مهٔ ۱۹۸۹ – ) صداپیشه، و بازیگر اهل ژاپن است. از نقش‌های برجسته وی می‌توان به شخصیت‌های وایولت در وایولت اورگاردن، میکاسا آکرمن در حمله به تایتان، و یورها مدل B شماره ۲ در نیئا: اتوماتا اشاره کرد.